# Pengestrømsopgørelse
Indenfor regnskabsvæsen er pengestrømsopgørelsen en forklaring på ændringen i virksomhedens likviditet. Evnen til på sigt at generere likviditet vurderes af regnskabsbrugere – på linje med evnen til at skabe overskud – at være en væsentlig egenskab ved en levedygtig virksomhed.
I princippet kan pengestrømmen opgøres ved klassificere alle bevægelser på regnskabets likvide konti; i praksis udarbejdes det dog ved en bearbejdning af resultatopgørelse og balance, hvor elementer uden likviditetsvirkning fjernes.
Opgørelse af pengestrømmen er i princippet enkel. I praksis vil forhold som egenkapitalposteringer, valuta, gældsomlægninger, værdiregulering af værdipapirer og kapitalandele (koncernforhold) samt kombinationer komplicere opgørelsen væsentligt. Opgørelsen vil sjældent kunne udarbejdes uden kendskab til virksomhedens interne oplysninger.
Store selskaber – herunder alle børsnoterede selskaber – er forpligtet til at udarbejde en pengestrømsopgørelse som led i det offentliggjorte regnskab.

## Opstilling
Årets likviditetsændring opdeles i tre elementer:
1. Driftens likviditetsvirkning, som omfatter de effekter af resultatopgørelsen, som har likviditetsvirkning.
2. Investeringernes likviditetsvirkning.
3. Finansieringsaktiveternes likviditetsvirkning.

Summen af de tre elementer udgør årets likviditetsvirkning; lægges denne sammen med den likvidie beholdning primo, kommer man frem til den likvide beholdning ultimo.
I tabellen til højre ses et eksempel på en pengestrømsopgørelse.

## Likviditetsbegrebet
Det likviditetsbegreb, som skal forklares omfatter:
- Kassebeholdninger.
- Indeståender på bankkonti.
- Værdipapirer, som let kan omsættes og ikke har kursrisiko af betydning.
- Kortfristede driftskreditter, fx trækningsretten på en kassekredit [1].

Såfremt et regnskab omfatter driftssteder eller dattervirksomheder i udlandet, medtages disses likviditet kun, såfremt denne uden besvær vil kunne trækkes ud af det pågældende land.

## Driftens likviditetsvirkning
Pengestrømme fra driftsaktivitet kan opgøres og præsenteres på to forskellige måder:
- Direkt præsentation, hvor der tages udgangspunkt i indbetalinger fra kunder og udbetalinger til leverandører, medarbejdere osv. Denne metode anvendes meget sjælden i praksis.
- Indirekt præsentation, hvor der tages udgangspunkt i resultatopgørelsen – typisk indtjeningsbidraget. De elementer, som indgår heri, korrigeres for så vidt de ikke har likviditetsvirkning – eksempelvis tilbageføres afskrivninger. Elementer, som ikke indgår, medtages i det omfang de har likviditetsvirkning – eksempelvis medtages under skat den i året faktisk betalte skat[2] og kursreguleringer på værdipapirer medtages ikke. Er der afhændet anlægsaktiver, vil et resultat heraf ikke skulle medtages under driftens likviditetsvirkning, idet anlægsaktiver hører under investeringsaktiviteter.

De to metoder giver samme resultat. I eksemplet til højre benyttes den indirekte metode.

## Investeringernes likviditetsvirkning
Pengestrømme fra investeringsaktiviteter omfatter betalinger, som følger af køb og salg af anlægsaktiver. Købes og sælges kapitalandele (dattervirksomheder), som det er tilfældet med ISS i tabellen til højre, vil det ofte være et krav, at køb og salg vises særskilt.

## Finansieringens likviditetsvirkning
Pengestrømme fra finansieringsaktivitet omfatter alle betalinger vedrørende virksomhedens finansiering, som ikke er driftsrelateret (passiver). Både betalinger i forbindelse med egenkapitalen (herunder betalte udbytter) og fremmedkapitalen er omfattet.
Anskaffes eksempelvis en ejendom, som finansieres med et realkreditlån, vil anskaffelsen optræde under investeringsaktiviteter (udbetaling), mens belåningen optræder under finansieringsaktiviteter (indbetaling).